# Dinin
Alfred Dinin et Cie war ein französischer Hersteller von Automobilen.

## Unternehmensgeschichte
Das Unternehmen aus Puteaux begann 1904 mit der Produktion von Automobilen. Der Markenname lautete Dinin. 1904 oder 1906 endete die Produktion.

## Fahrzeuge
Das einzige Modell war ein Elektroauto. Die Karosserie bot Platz für zwei Personen. Die Batterien waren teilweise unter dem Sitz und teilweise unter der vorderen Haube montiert, sodass der Eindruck entstand, unter der vorderen Haube wäre ein Benzinmotor.